# 豊田市近代の産業とくらし発見館
豊田市近代の産業とくらし発見館（とよたしきんだいのさんぎょうとくらしはっけんかん）は、愛知県豊田市喜多町にあった歴史博物館（展示・体験施設）。2005年（平成17年）11月開館。
2023年（令和5年）に閉館し、2024年（令和6年）4月26日に開館した豊田市博物館に機能を引き継いだ。
建物は、1922年（大正11年）頃に愛知県蚕業取締所第九支所として竣工。1953年（昭和28年）からは挙母市立図書館（現在の豊田市中央図書館）、1970年（昭和45年）からは豊田加茂医師会准看護婦学校や豊田市青少年相談所として使用された。2000年（平成12年）10月18日には建物と正門が旧愛知県蚕業取締所第九支所の名称で国の登録有形文化財となった。

## 歴史

### 蚕業取締所時代

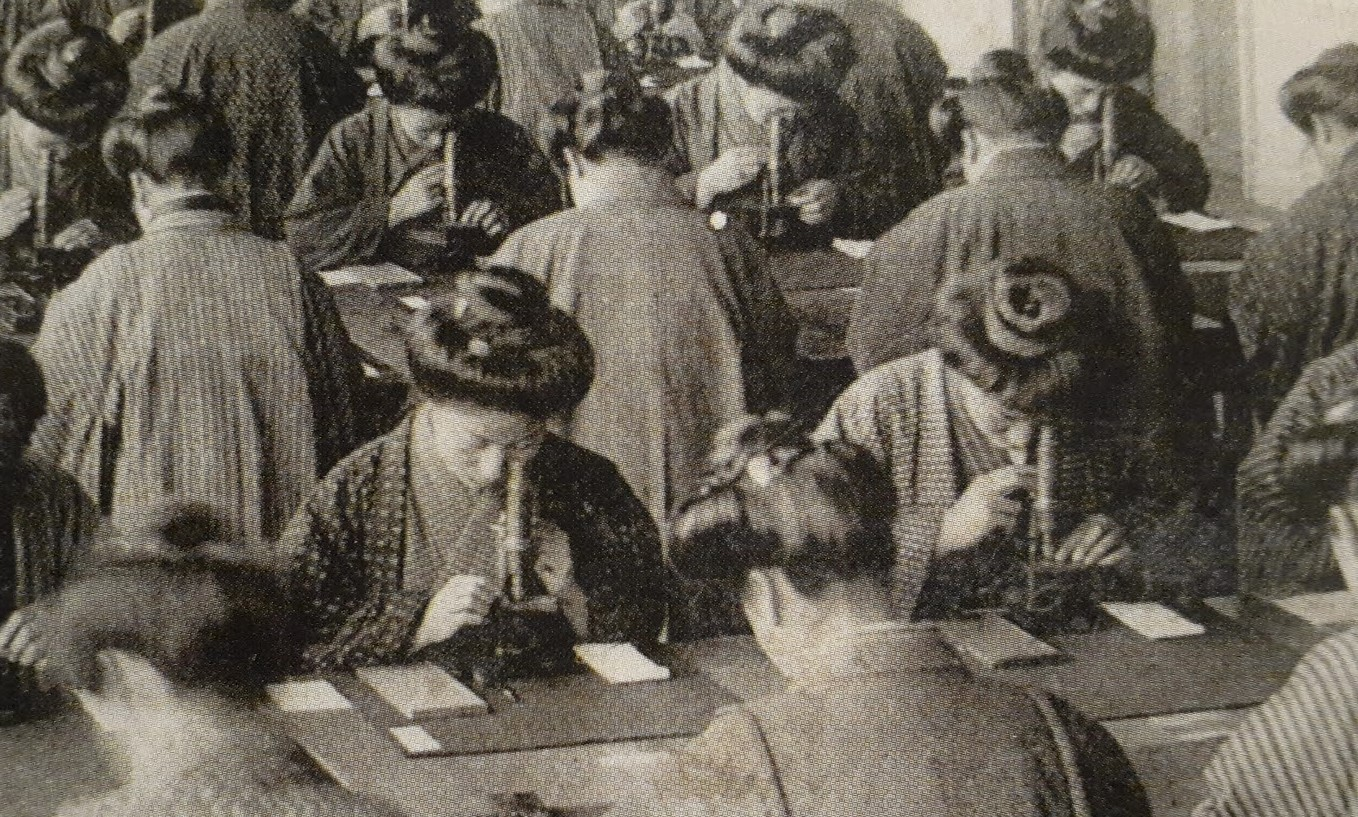
蚕病予防検査（1905年）

1897年（明治30年）に蚕種検査法が制定されると、愛知県は各地に蚕業検査所を設置することを決め、1913年（大正2年）には西加茂郡挙母町に蚕業取締所第四支所の挙母出張所が置かれた。

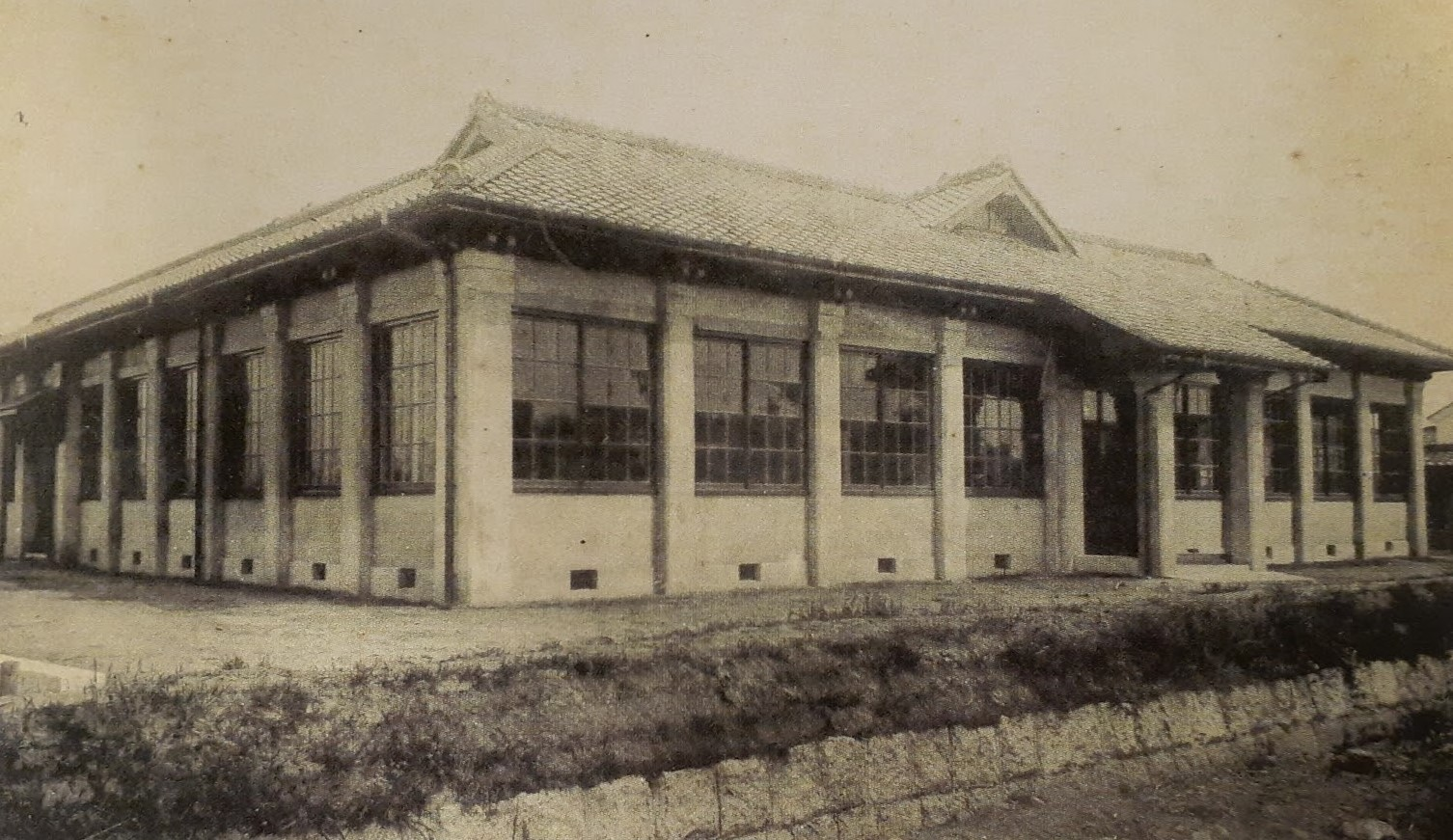
愛知県蚕業取締所第九支所竣工時（1921年）

1921年（大正10年）には挙母出張所が愛知県蚕業取締所第九支所に昇格し、1922年（大正11年）頃には挙母町に新支所庁舎が建築された。当時の愛知県は全国でも養蚕業が盛んな県であり、この蚕業取締所は西三河地方の繭取引の中心地となった。愛知県庁内の本所に加えて愛知県内に13の支所が設置されており、現在の豊田市域には第四支所（今日の足助郷土資料館）も存在した。この建物は豊田市域に現存する最古の鉄筋コンクリート造の建築物である。
1923年（大正12年）には第九支所から挙母支所に改称された。1926年（大正15年）から1927年（昭和2年）にかけて、加藤和助の設計で倉庫などが増築された。挙母支所は太平洋戦争後の1950年（昭和25年）に廃止され、蚕業指導所挙母指導所となったが、指導所もやがて廃止されている。

### 図書館時代

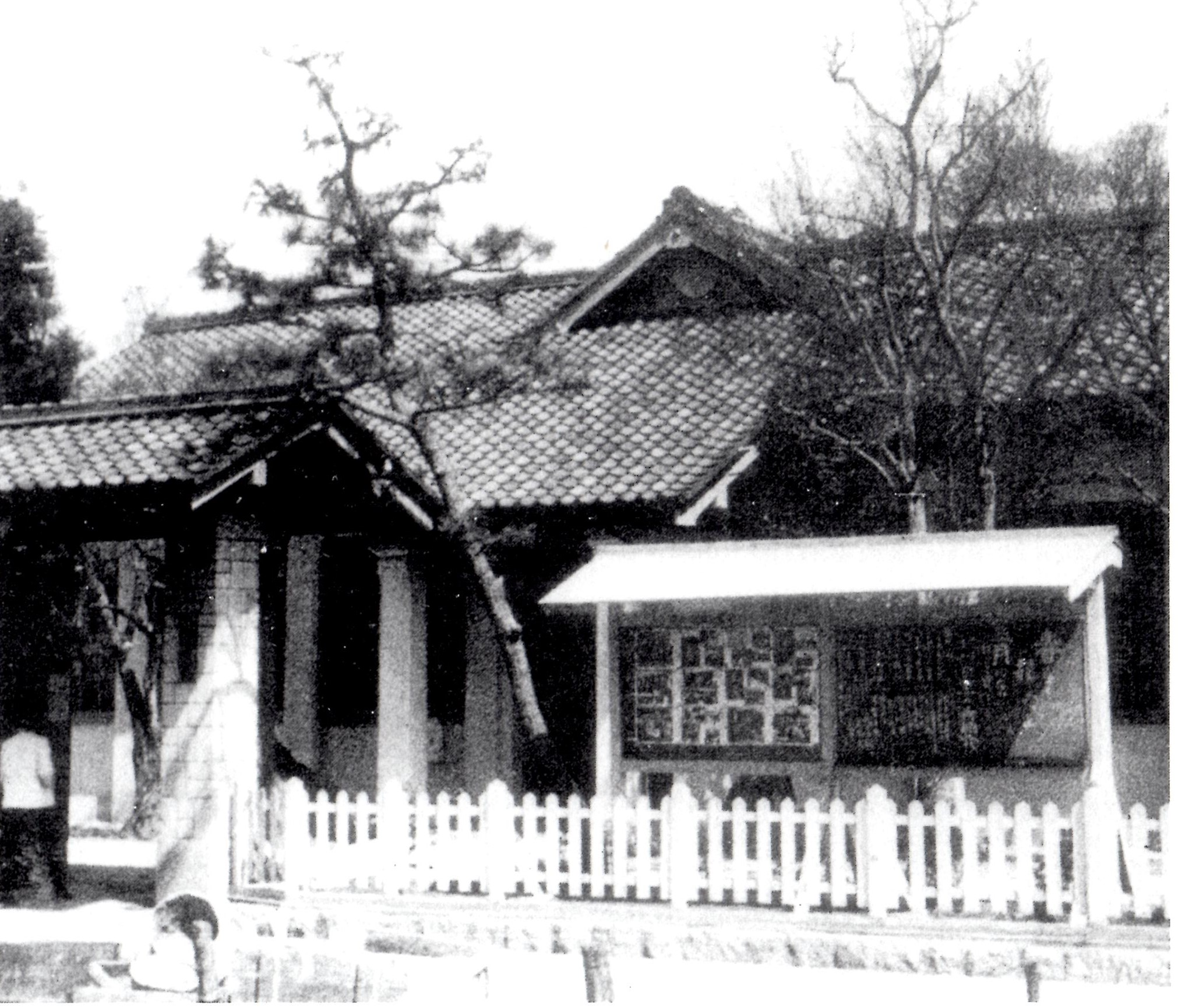
豊田市立図書館（1954年頃）

1953年（昭和28年）3月には挙母市が愛知県から建物の払い下げを受け、10月には挙母市立図書館（現・豊田市中央図書館）がこの建物に移転した。図書館が開館したのは1954年（昭和29年）3月29日だが、蚕業取締所が廃止されたのは1955年（昭和30年）であるとされる。1959年（昭和34年）1月1日には挙母市が豊田市に市名変更し、挙母市立図書館から豊田市立図書館に改称した。1960年（昭和35年）5月11日には鉄筋コンクリート2階建の書庫を増築した。

### 看護学校・青少年相談所時代
1970年（昭和45年）に豊田市立図書館が陣中町に移転すると、同年から1975年（昭和50年）まで豊田加茂医師会准看護婦学校として使用され、1975年（昭和50年）4月から2004年（平成16年）3月までは豊田市青少年相談所として使用された。2000年（平成12年）10月18日には建物と正門が「旧・愛知県蚕業取締所第九支所」という名称で国の登録有形文化財となった。

### 発見館時代
2005年（平成17年）11月には歴史博物館の豊田市近代の産業とくらし発見館が開館した。
2024年（令和6年）に豊田市博物館が開館するため、豊田市近代の産業とくらし発見館は2023年（令和5年）3月31日をもって閉館した。

## 建築

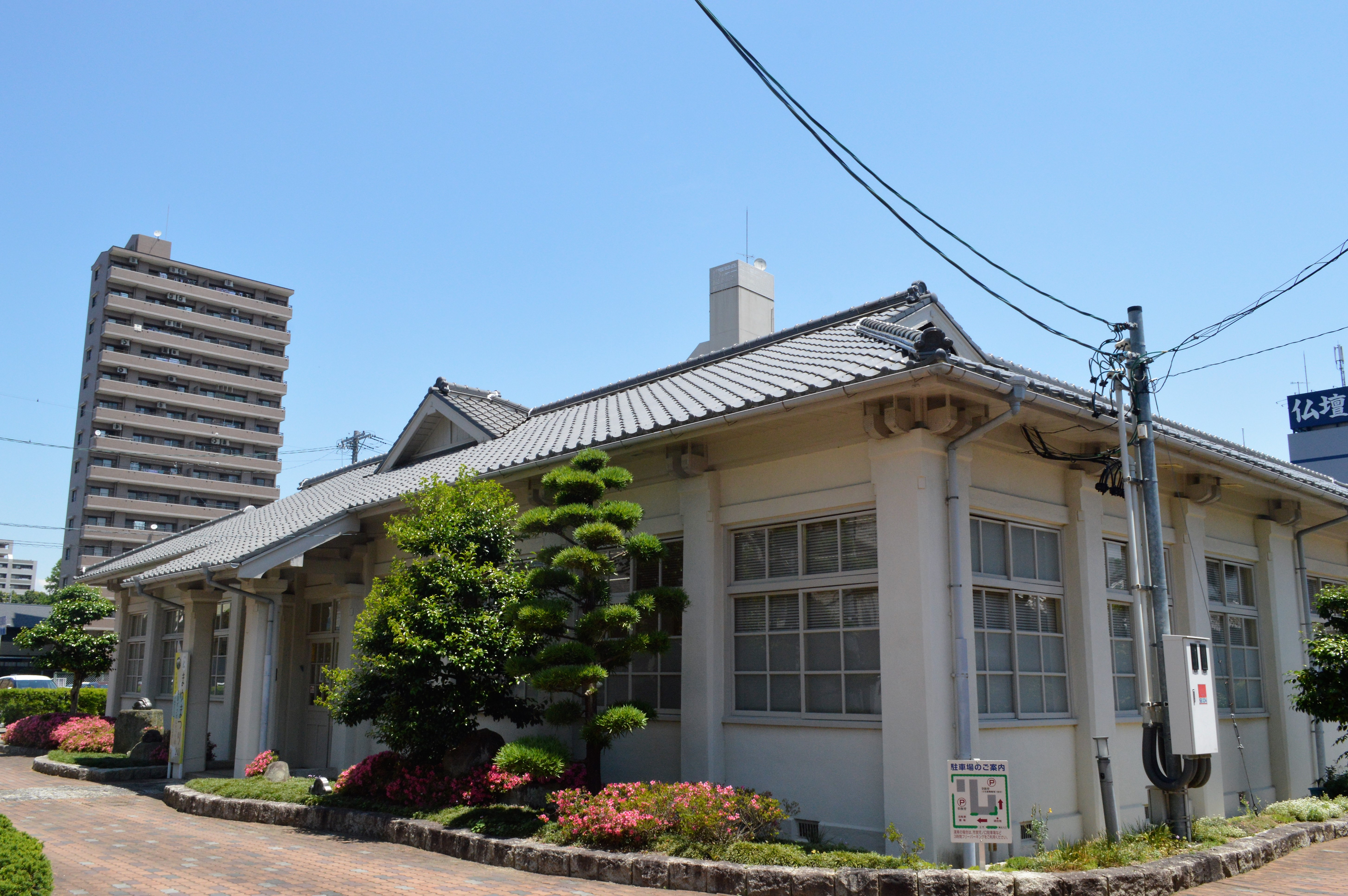
建物

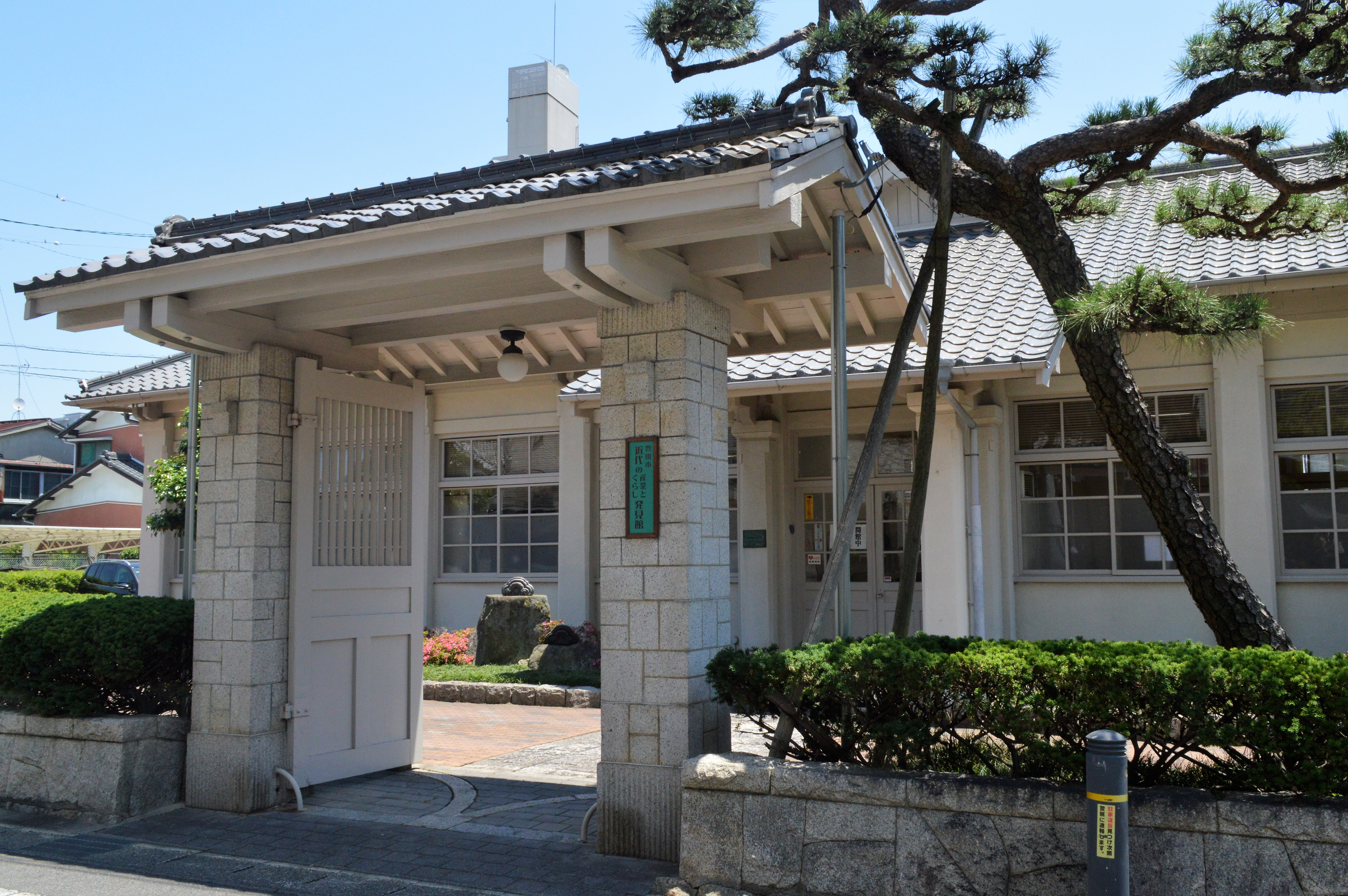
正門

建築面積は約198坪。平屋建であり、瓦屋根と鉄筋コンクリート造の壁体を持つ「側鉄筋コンクリート造」である。中庭を挟んで玄関を中心とする「コ」の字形をしている。水平方向に広い窓などで西洋建築の装いを持っているが、正面玄関上部と妻側の千鳥破風、各柱頭部の大斗や肘木などに和風建築を意識した意匠が施されている。通りに面する門は棟門形式であり、門柱には御影石が用いられている。門は道路拡幅時に庇の軒を詰めているが、現在でもほぼ建築当時の姿をとどめている。
蚕業取締所時代は、玄関の右手が事務室、その奥は宿直室、小使室、湯沸室、物置だった。玄関の左手が整理室、その奥は証印室、貯蔵室、女子控室であり、最奥部の大きな部屋は土足で出入りできる作業室だった。中庭に面する便所は屋内外から出入りできた。

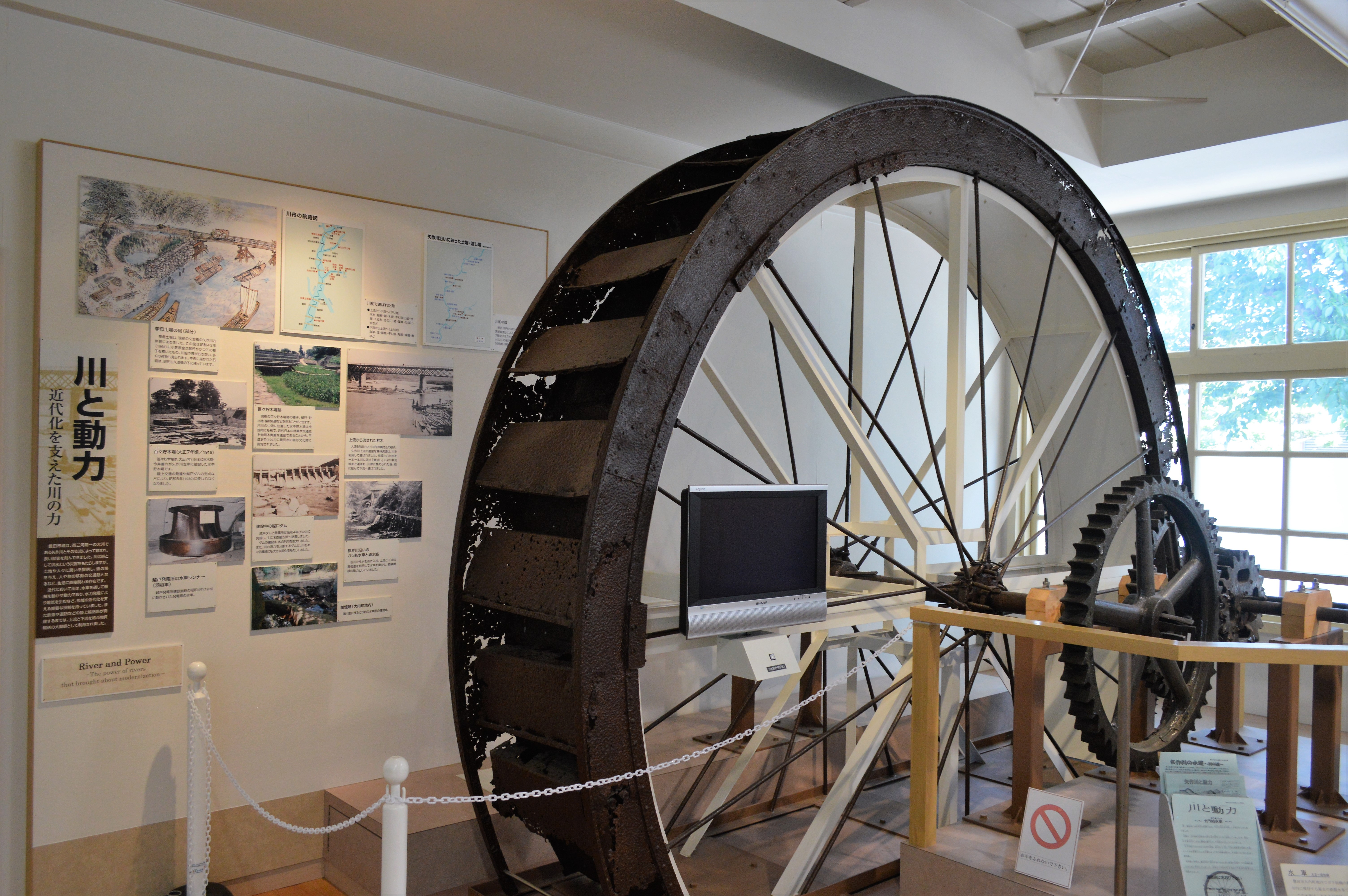
第1展示室の常設展示
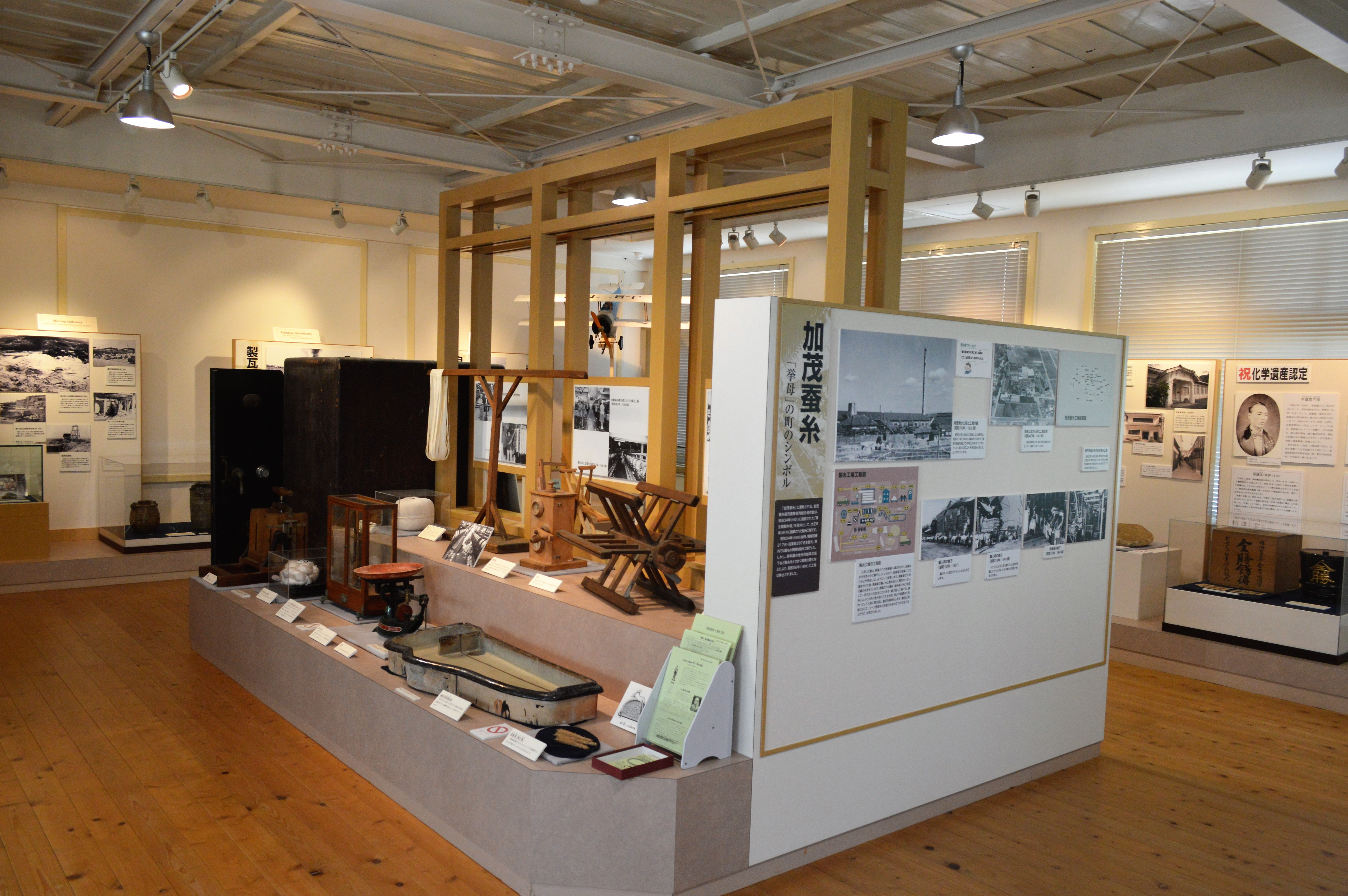
第1展示室の常設展示
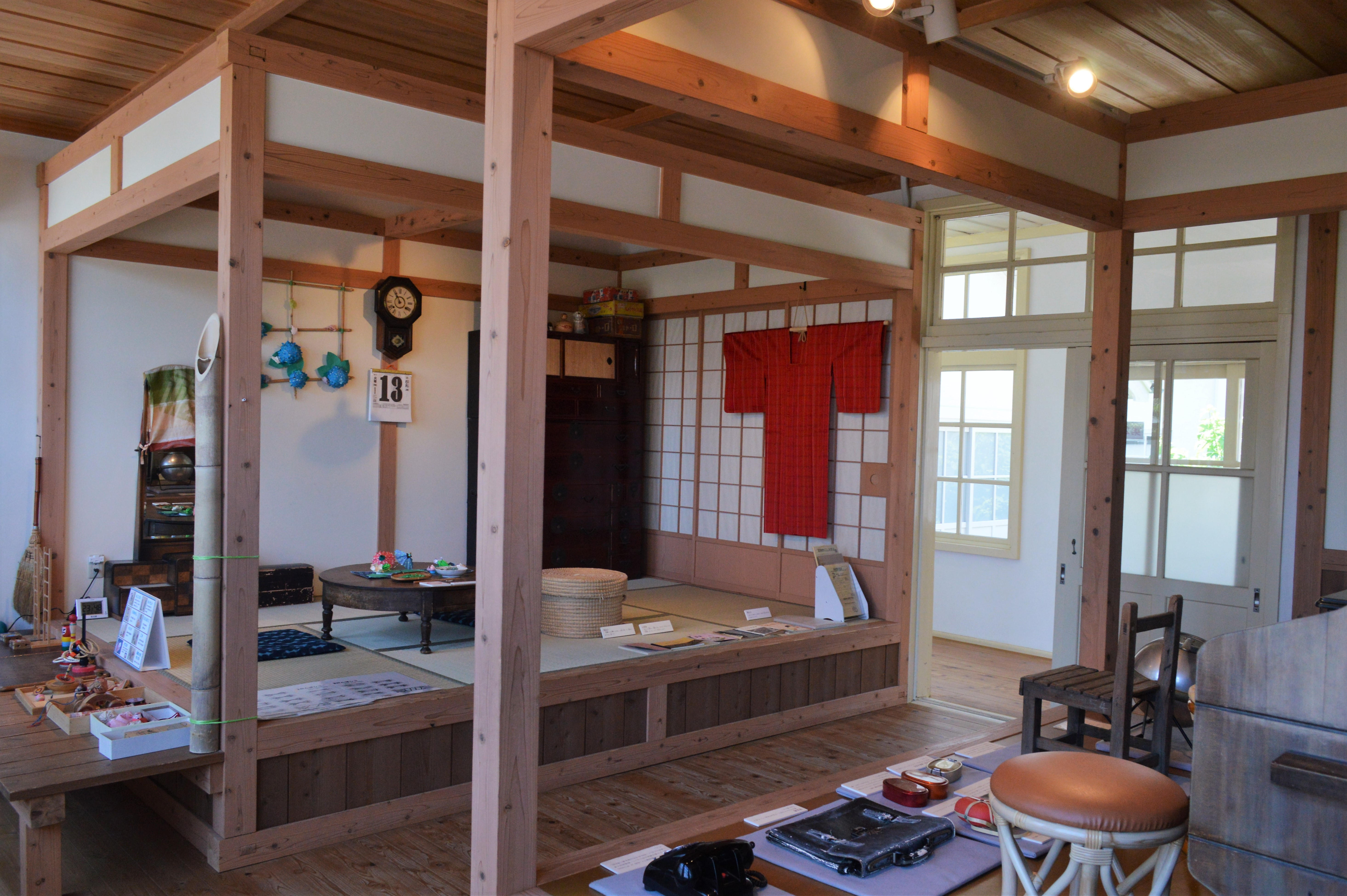
展示

| 建物内の施設配置 | 建物内の施設配置 | 建物内の施設配置 |
|                  | 蚕業取締所時代   | 発見館時代       |
| ---------------- | ---------------- | ---------------- |
| 玄関右手         | 事務室           | 学習室           |
| 玄関右手         | 宿直室           | 図書資料室       |
| 玄関右手         | 小使室           | 図書資料室       |
| 玄関右手         | 湯沸室           | 実習室           |
| 玄関右手         | 物置             | 実習室           |
| 玄関右手         | 物置             | 実習室           |
| 玄関左手         | 整理室           | 事務室           |
| 玄関左手         | 証印室           | 第2展示室        |
| 玄関左手         | 貯蔵室           | 第2展示室        |
| 玄関左手         | 昇降口           |                  |
| 玄関左手         | 女子控室         | 倉庫             |
| 玄関左手         | 作業室           | 第1展示室        |

- 第1展示室の常設展示
- 第1展示室の常設展示
- 展示

## 利用案内
- 所在地：愛知県豊田市喜多町4丁目45番地
- アクセス：名鉄三河線・豊田線 豊田市駅から徒歩で約5分。
- 開館時間：9時～17時
- 休館日：月曜日、年末年始